# Georges Sarazin
Georges Sarazin, né le 17 février 1905 à Aniche (Nord) et décédé le 30 janvier 1966 à Douai (Nord), est un homme politique français.

## Biographie
Georges Sarazin naît le 17 février 1905 à Aniche.

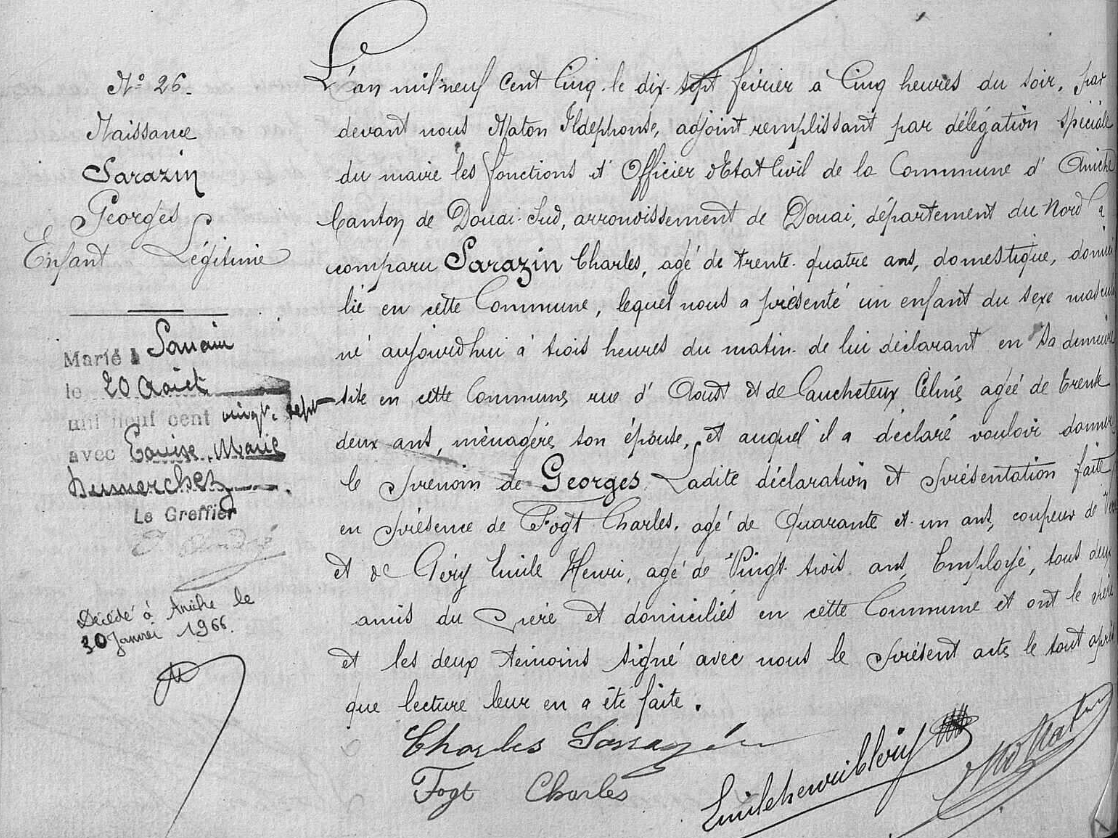
Acte de naissance.

Ingénieur, il est élu député de la quinzième circonscription du Nord en 1958, celle-ci regroupe alors les cantons d'Arleux, Douai-Sud et Marchiennes. Il devient maire de Douai l'année suivante, succédant à André Canivez (SFIO). Battu aux législatives de 1962 par Arthur Ramette (PCF), il ne se représente pas aux municipales de 1965, Charles Fenain (SFIO) devient maire, et Georges Sarazin meurt le 30 janvier 1966 à Douai. Une rue porte son nom dans cette commune.